# حمض الدوكوساهكساينويك
حمض الدوكوساهكساينويك (بالإنجليزية: Docoahexaenoic acid)‏ هو حمض دهني غير مشبع له الصيغة الكيميائية C22H32O2، مع وجود ست روابط مضاعفة، تكون إحداها على الكربون رقم 3 من الطرف الميثيلي للسلسلة، ولذلك فهو من أحماض أوميغا 3.

## الوفرة الطبيعية
يوجد حمض الدوكوساهكساينويك طبيعياً في جسم الإنسان، ويمكن تصنيعه حيوياً انطلاقاً من حمض ألفا-اللينولينيك، كما يوجد في مصادر طبيعية مثل حليب الثدي وزيت السمك والزيت المستخلص من الطحالب.

## الخواص
يوجد حمض الدوكوساهكساينويك في الشروط القياسية على شكل سائل زيتي أصفر اللون، قابل للامتزاج مع الميثانول. يتألف جزيء هذا الحمض من 22 ذرة كربون، ويحوي على 6 روابط مزدوجة من النمط المقرون (cis).

## الأهمية الحيوية
يعد حمض الدوكوساهكساينويك ذا أهمية حيوية، فهو من المكونات الأولية البنيوية على شكل دهن فسفوري في تركيب أغشية أعضاء مهمة في جسم الإنسان، مثل الدماغ والقشرة المخية، وكذلك في الشبكية.
يستخدم هذا الحمض كأحد مكونات المكملات الغذائية، ولا يزال دوره في آلية مرض آلزهايمر محط الدراسة والبحث؛ إلا أن دوره في الحد من الأمراض القلبية الوعائية لا يزال ينقصه الشواهد الداعمة.